# ايبرهارد فيرنر هابل
ايبرهارد فيرنر هابل (بالألمانية: Eberhard Werner Happel)‏ (و. 1647 – 1690 م) هو صحفي، ومترجم، وكاتب ألماني، ولد في كيرشهاين، توفي في هامبورغ، عن عمر يناهز 43 عاماً.